# رجم الملفوف

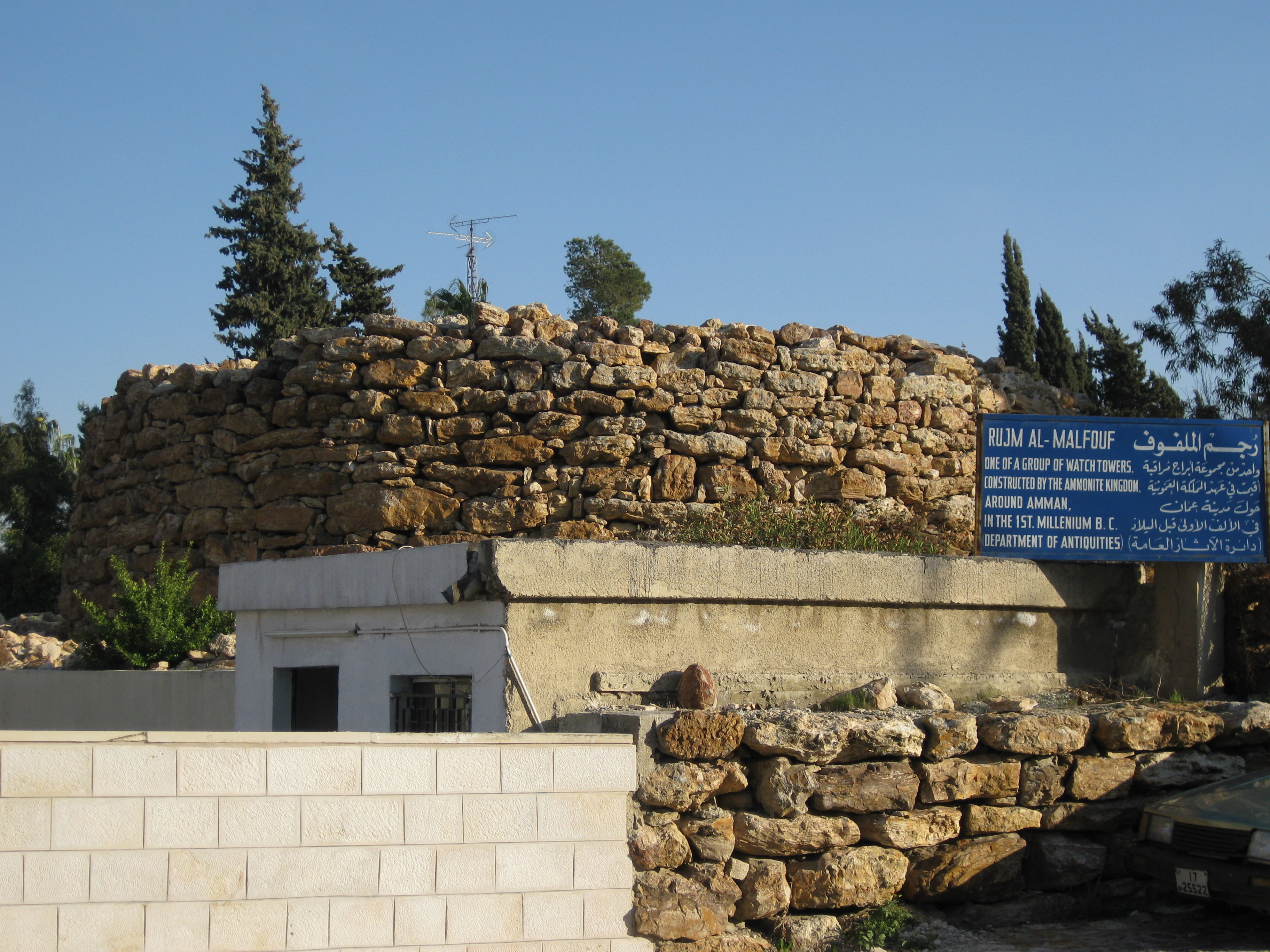

رجم الملفوف أحد أقدم المعالم التاريخية في العاصمة الأردنية عمّان التي شيدها العمونيين، وهو عبارة عن برج شيد بالعصر الحديدي في حوالى القرن الثالث عشر قبل الميلاد، وهو كباقي الأبراج التي أحاطت بربة عمون، كانت تهدف للدفاع وحماية المدينة ومراقبة تحركات الاعداء.
وقد شيدت مثل هذه الأبراج بكتل ضخمة من الحجارة المشذبة بشكل بسيط، واتخذت أشكالاً مختلفة تتفاوت بين المربع والمستطيل والدائري وأكثرها من الحجارة الصوانية الصمّاء. ورجم الملفوف شيد بشكل دائري بارتفاع أربع أمتار، وقد سمي بالملفوف لشكله الدائري، وأوضحت الحفريات أن البرج كان يتألف من طبقتين أو ثلاث طبقات، وكان له مدخل رئيسي وفيه أربع غرف بدون سقف.
يقع رجم الملفوف غرب الدوار الرابع في جبل عمان في منطقة مشرفة على وادي صقرة، بجانب مركز التسجيل والأبحاث التابع لدائرة الآثار الأردنية بجبل عمان.

## تاريخ
كان الرجم أول ما لاحظ العلماء في القرن 19th، من خلال عمليات المسح التي فسرها غلوك (Glueck) بوصفها مركزا حدوديا للعامونيين في العصر الحديدي الأول. استنادا إلى بيانات جديدة، تشير إلى أن هذه المباني كان لها أكثر من وظيفة (أي حصون مستوطنات، مرافق الزراعية). أساسا تاريخ الرجم يعود إلى العصر الآشوري (ca. 730-630/20 قبل الميلاد) الحدود الخارجية تجاور حدود الدولة العامونية. إذا كان هذا صحيحا، التوسع الغربي للعامونيين لم يبدأ إلا في وقت لاحق.
هو واحد من سلسلة من 30 قلعة تُنقط المملكة الأردنية، يعود تاريخها إلى فترة غير معروفة.
قطره البرج 22 متر الحجر، اختلف علماء الآثار والمؤرخين على وظيفتة وأصلة. كثير من الحصون التي بنيت على قمم التلال، هي الآن إما في المناطق الزراعية أو وسط مباني عمان الحديثة.
التنقيبات الأولية للرجم، والتي تمت في أوقات مختلفة من اخر قرنين، ارخت البرج إلى أوائل الاحتلال الروماني للمنطقة.
ومع ذلك، براعة بنائة اعتبرت اقل بالنسبة للطرق الرومانية ولمعايير ومواد البناء، التي لم تكن مماثلة لللمعالم والهياكل التي وجدت في جراسا القديمة (جرش) أو في جدارا (أم قيس) أو غيرها من المواقع الرومانية الموجودة في جميع أنحاء البلد.
في وقت لاحق، اكتشافات اواني من الفخار وغيرها من نتائج مماثلة الخزف، ارخت البرج إلى فترة سابقة، في العصر الحديدي، حوالي النصف الأول من الألف الأول قبل الميلاد—على الرغم من أن هذا ما زال قيد المناقشة.
الاستخدام الأصلي للهياكل الصخرية، يمكن العثور عليها في أنحاء عمان ومادبا واربد، وأيضا هذا لا تزال مصدرا للجدل.
يعتقد أن بعض هذه الأبراج هي في الأصل منشآت عسكرية، نظراً لمركزها المطل على الوديان والأراضي الزراعية ولمنع الغارات المحتملة.
خبراء آخرون، راؤوا أن هذه الأبراج والمباني صممت لحماية الأراضي الزراعية الخصبة والحصاد من جحافل البدو الرحل واللصوص، وكذلك لتخزين الحبوب.
وهناك مدرسة فكرية ثالثة تعتقد أن أبراج المراقبة تطورت على مر الزمن، والتي أنشئت أصلا لأغراض دفاعية وفي وقت لاحق، تم تحويلها إلى نواطير زراعية في زمن السلم.
لا يعرف إلا القليل عن ما يسمى فترة العمونيين في الأردن، عدم اكتمال الحفريات الأثرية ساعد في عدم معرفة طريقتهم في الحياة، بالرغم من وجود عينات كبيرة مثل رجم الملفوف، الذي يظل صدى مفقود منذ زمن طويل.
ثلاثة طوابق بارتفاع خمسة أمتار ونصف، السلالم الحجرية متداعية والمرفق المحيطة في حالة خراب. أسرار العمونيون ذهب، والبرج لا يزال هناك يطل على تطورات عمان الحديثة—التي أخذت اسمها من تلك الحضارة القديمة.

## البناء

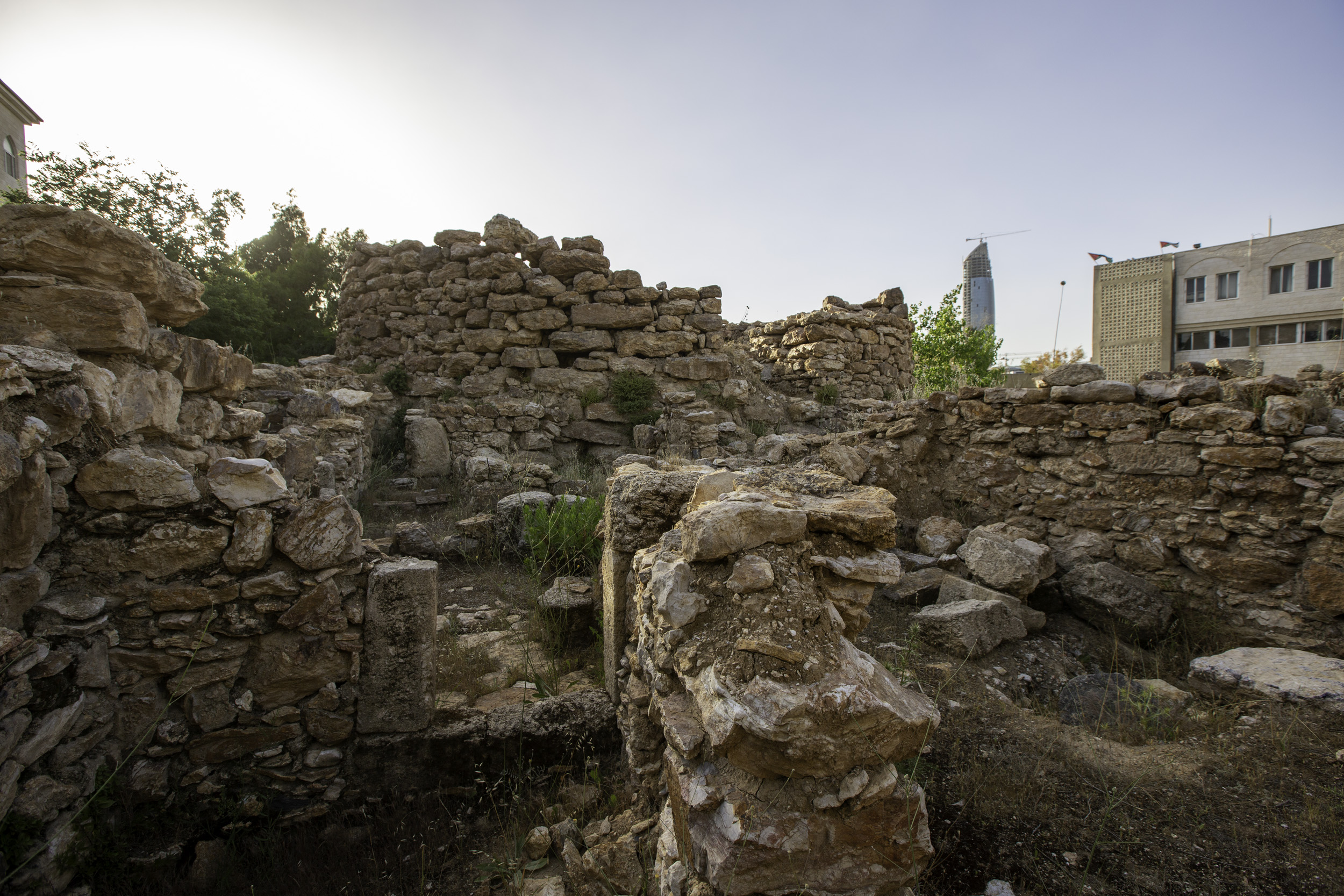
إطلالة أحد المنازل السكنية على أحد الجهات الأثرية

أطلال الرجم الملفوف تتكون من برج حجري وعدة غرف تخزين على الجهة الشرقية من هذا البرج. المباني تقع على تلة، آثار ثلاثة مستويات لا يزال من الممكن التعرف عليها، بل قد تكون أعلى بخمسة أو ستة أمتار مما هو عليه اليوم. برج دائري يبلغ قطره اثنين وعشرين مترا.

## صعوبة الوصول إلى المواقع الأثرية
الهدف الرئيسي من هذا البحث هو دراسة الفرص المتاحة لصياغة مبادئ واستراتيجية لتحسين إمكانية الوصول إلى المواقع الأثرية، التي تقع تحت مسؤولية هيئة الرقابة الأثرية، فضلا عن دراسة البيئة التنظيمية والتقنية واحتمالات التنفيذ، لتسهيل الوصول إلى المعالم الأثرية بشكل عام وإلى المواقع المجهولة بشكل خاص (مثل رجم خلدا ورجم أبو نصير).
في المدينة المعاصرة، المعالم الهامة والمواقع الأثرية تتعايش مع وظائف النسيج الحضري الحديث. احتياجات المدن اليوم غالبا ما تتعارض مع الحاجة إلى الحفاظ على التراث الثقافي والحلول عادة ليست بالبسيطة أبدا.
الزيارة لموقع أثري هي فريدة من نوعها وهي ما تمثل دافعا وجاذبية للسياحة في الأردن. هذه الزيارة، التي هي على اتصال مباشر مع الموقع، هي تجربة أصيلة لا يمكن الاستغناء عنها أو استنساخها بالوسائط التكنولوجية الحديثة. أثناء زيارة لموقع تعمل على تفعيل الحواس الخمس، والمحفزات النفسية التي يتلقاها الزائر، هي شيئا فريد من نوعة. وبالتالي، في سياق السياسة الوطنية للسياحة والثقافة يجب أن يتم التركيز بصفة خاصة على كل شيء لحفظ وتعزيز المواقع الأثرية والمعالم.
في العديد من المواقع الأثرية في الأردن هناك صعوبات يواجها الزائر، مثلاً
- عدم وجود تفاهم وأعلام وتعليم في ما يتعلق بالمتاحف والمعالم والمواقع الأثرية.
- وجود حواجز معمارية
- عدم وجود إمكانية للوصول والشمول. غالبية السكان لا تهتم بالتاريخ، أو حتى بجود مواقع أثرية هامة (مثل رجم خلدا، أو رجم أبو نصير) (خربة مربط بدران), حتى في الحالات التي تكون فيها، هذه الآثار، بجوار مساكنهم، لأن هذه الآثار ليس معلن عنها، ليست محمية وغير مدرجة في الجولات السياحية المحلية أو الدولية. لذلك جهل السكان بأهمية هذه الأماكن وإهمال المؤسسات المختصة في صيانة وحماية هذه المواقع هي العوامل الرئيسية التي تُبقي هذه المواقع مهجورة، وتدريجياً تندثر وتحاصر وتختفى خلف الجدار الخرسانية لما يسمى بالمجمعات السكنية الحديثة.

النتيجة الرئيسية لهذا البحث هو الحث على تعزيز الإجراءات التي تمكن من الوصول بسهولة إلى المواقع الأثرية وخصوصاً لذوي العاقات. وهذة تشكل نقطة بداية لسلسلة من الإجراءات الرامية إلى تحسين إمكانية الوصول والشمول، للاثار، سواء في المدينة أو في البلد، للمساعدة في جعل المدينة أكثر إنسانية وودية.

### إجراءات منهجية منظمة
من الواضح انة لم يتم حتى الآن دراسة إمكانية الوصول إلى هذة المواقع الأثرية المخفية، ولم تتخذ إجراءات منهجية منظمة للترويج لها. هناك الحاجة الماسة لتنفيذ بعض التدخلات الضرورية في هذه المواقع الأثرية، مثل:
- حفظ سلامة الزوار الذين يغامرون في زيارة هذة المواقع.
- فهرسة وتحديد المواقع. هذه هي عملية معقدة، ملحة وضرورية، والتي يجب أن تتم بالدقة العلمية لتجنب الحلول الغير مستقرة وإهدار الموارد.
- توفير وسائل النقل العام من وإلى الآثار،
- توفير أماكن وقوف السيارات، المخصصة أيضاً لسيارات المعاقين.
- الاهتمام بنظافة وصيانة المواقع الأثرية والمعالم وتدابير لضمان استمرارية هذا الاهتمام.
- وضع علامات سياحية خاصة في المواقع الأثرية وفي المناطق ذات صلة بها.
- إنشاء بالقرب من المواقع الثرية خدمات تسمح للزوار من تلبية احتياجاتهم الفردية، مثل إنشاء دورات مياه. منصة للمعلومات، آلة صراف آلي، وما إلى ذلك. وجود نظم قائمة مهيئة لمساعدة الناس على فهم المواقع التي يتواجدون فيها.
- عدم السماح، باي حال من الأحوال، تدخلات في المناطق الأثرية تؤدي بشكل مباشر أو غير مباشر إلى إعادة بناء أو ترميم، ما لم يكن هناك تصريح صادر من الهيئات المعنية.
- إنشاء وتعزيز المساحات الخضراء في المناطق المحيطة بالمواقع الأثرية، وزرع سياج من شجيرات لعزل هذة المواقع الأثرية عن المباني الحديثة القائمة وعن مرآب السيارات، وتصميم الإضاءة المناسبة لجعل هذة المواقع مرئية في الليل.

كتابة هذه القائمة من الإجراءات يمكن أن تكون الخطوة الأولى في الاتجاه الصحيح، لتشجيع وتوسيع نطاق فهمنا للتراث، ليشمل كامل المواقع الأثرية في مدينة عمان، وعبر الأردن، وإلا فإن العديد من هذه المواقع ستظل في هجران كامل. إيلاء الاعتبار الواجب للتراث المعماري، يتم من خلال سلسلة من المبادرات لفهم تراثنا الثقافي الغني والحفاظ علية بشكل أفضل.

### تعريف الفئات السكانية التي تستطيع زيارة المواقع الأثرية
من المستحسن أن تشمل هذه الفئات جميع المواطنين. إذا لم يكن ذلك ممكنا، فإن الهدف هو شمل أكبر عدد ممكن من الناس.
وبالنسبة للفئات «الرئيسية» للزوار المعاقين وكبار السن، التسهيلات الضر وريه يمكن ان تكون:
- المشاكل حركية: "ربط المستويات المختلفة باستخدام أرصفة مائلة أو سلالم (ثابتة أو متحركة)، حلول مريحة بشأن النظم والخدمات المختلفة مثل المرا مشاكل بصرية: أنشاء "ممرات" خالية من العقبات، وتعزيز المهارات الحسية للأقدام، من خلال استخدام مواد خاصة، أدوات للقيام بزيارات تسترشد بالصوتية، واستخدام نسخ وخرائط بارزة للمواقع وللمعارض. تعزيز مفهوم الرائحة باعتبارها جهاز استشعار، التي من خلالها يمكن للشخص معرفة مكان ما من خلال رائحة طبيعية أو اصطناعية.[5]
- مشاكل سمعية: تفسيرات «بصرية»، ونص، ورسوم توضيحية (يفضل استخدامها بكثرة نظراً لوجود عدد كبير من الزوار الأجانب)، فرص وجود جولات بمرافقة مرشدين يعرفون لغة الإشارة.

### مشاكل إدراج التغييرات الضرورية
مشاكل إدراج التغييرات الضرورية في المواقع الأثرية هي مماثلة تماما لادراج مبنى حديث في النسيج الحضري التقليدي.
في هذا الصدد، يمكننا أن نميز أساليب النهج التالية:
1. نهج التعارض المتطرف: مواد حديثة والألوان جاذبة للاهتمام.
2. نهج الإدراج المتطرف: تدخلات كجزء لا يتجزأ، مخبأة في الموقع الاثري، بما في ذلك استخدام مواد وألوان مساوية للموقع.
3. نهج معتدل: التدخلات توضع في النصب دون اخفائها أو دمجها كجزء من الموقع، ولكن متميزة، كما، في النهج الحالي لترميم المعالم المهمة.

الطريق الذي سيتم اختياره في النهاية يعتمد على الفلسفة العامة للهيئة المسؤولة وفي المقام الأول على قدرة المصمم.

### ترويج المعلومات عن إمكانية الوصول إلى المواقع الأثرية والمعالم في المنطقة
توفير معلومات موثوقة عن المواقع الأثرية وإمكانية الوصول إليها وكذلك، إذا ما سمحت الظروف بذلك، عن إمكانية الحركة مستقلة داخل تلك المواقع. تزويد الزوار بالمعلومات الصحيحة عن حالة وسائل النقل لتسهيل حركتهم من وإلى المواقع وكذلك في داخلها، وكذلك توفير فرص الحصول على معلومات عن الموقع عن طريق إنترنت. أي إنشاء صفحة على شبكة الإنترنت تحتوي على معلومات بشأن إمكانية الوصول إلى عدد من الأماكن العامة، ومن بينها المتاحف والمعالم.

### مواصلات من وإلى المواقع
- مثالياً، يفضل ان تكون وسائل النقل العام من وإلى الموافع الأثرية مستقلة، اما إذا النقل تتم بسيارة خاصة : يجب أن يكون هناك أماكن لقوف السيارات المخصصة لسيارات أيضاً للمعاقين.
- استخدام حافلات خاصة صغيرة الحجم؛
- استخدام سيارات الخاصة وماقف لها؛
- استخدام سيارة اجرة خاصة (تاكسي)؛
- ينبغي توفير مواقف لضباط الشرطة، لضمان الأمن وحرية الوصول إلى مداخل المواقع،

#### تعاون جميع الأطراف المعنية
تشغيل وسائل النقل لتسهيل الوصول للموقع، تتطلب تعاون من جميع الأطراف المعنية وتعزيز دور كل منها :
1. الإدارة المحلية : يمكن أن توفر استخدام الحافلات الصغيرة ا. كذلك، تصميم أماكن لوقوف السيارات، بما في ذلك وضع الافتات المناسبة. أبعد من ذلك، يمكن ان تعمل الترتيبات اللازمة لتوفير مساحة محيطة بالموقع وتسهيل الوصول إليها، عن طريق الأرصفة المائلة. أخيرا، قد الكشف عن خصائص سهولة الوصول إلى الموقع عبر المواقع الرسمي للبلدية أو من خلال منشورات محددة (مثل دليل الحركة في المدينة)؛
2. جمعيات المعوقين : أنها يمكن أن تسهم تعليقاتها البناءة للتصميم الصحيح وتقييم الحلول المقترحة.
3. العمال والمستخدمين على النصب التذكاري : ينبغي لها أن تسعى إلى المشاركة في # حلقات دراسية بشأن الاحتياجات الخاصة للمعاقين وكبار السن، # هيئة إدارة الآثار يجب أن توفر تخطيط سليم وتنفيذ التغييرات وصيانتها.
4. العاملين في قطاع السياحة لترويج سوق السياحة، وينبغي أن تكفل الإجراءات اللازمة لإنشاء مثل هذه الخدمات، وخلق فرص سياحة خاصة للمعاقين وكبار السن.
5. أدلاء سياحيون: يجب أن يستعلموا عن الاحتياجات الخاصة للمعوقين، وبالتالي على وسائل الاتصال والسلوكية الملاءمة لهؤلاء الناس. بعض هؤلاء المهنيين يجب أن يتعلموا لغة الإشارة.

.